# Lahr (Eifel)
Pour les articles homonymes, voir Lahr.
Lahr est une municipalité allemande située dans le land de Rhénanie-Palatinat et l'arrondissement d'Eifel-Bitburg-Prüm.